# Нако Дойчев
Нако Дойчев е бивш български футболист, офанзивен полузащитник, една от легендите на Локомотив (София).

## Биография
Играл е за Локомотив (София) (1979 – 1987), Локомотив (Горна Оряховица) (1987 – 1989/ес.) и в Кипър (1990 – 1993). Има 273 мача и 35 гола в А група (237 мача с 25 гола за Локомотив Сф и 36 мача с 10 гола за Локомотив ГО). С отбора на Локомотив (София) е бронзов медалист през 1979 и носител на купата на страната през 1982 г. Има 4 мача за А националния отбор (1967 – 1973). „Майстор на спорта“ от 1987 г. За Локомотив (Сф) има 8 мача и 1 гол в евротурнирите (2 мача за КНК и 6 мача с 1 гол за купата на УЕФА). На 12 декември 1979 г. класира Локомотив (Сф) на четвъртфинал за купата на УЕФА, отбелязвайки гола за 1:2 в 72 мин. срещу Динамо (Киев, Украйна) на стадион Динамо след подаване на Атанас Михайлов, а в първия мач „железничарите“ побеждават с 1:0.